# Kościół Marcina Lutra w Rydze
Kościół ewangelicko-augsburski Marcina Lutra w Rydze (łot. Rīgas Lutera evaņģēliski luteriskā baznīca) – neogotycki kościół ewangelicko-augsburski znajdujący się w Rydze przy ul. Torņkalna 3/5 niedaleko stacji kolejowej Torņkalna.

## Historia
Początkowo luteranie z Zadźwinia przynależeli do parafii św. Jakuba i św. Jana na Starym Mieście, jednak w związku z warunkami panującymi zimą (konieczność przeprawy przez Dźwinę specjalną łodzią) zdecydowano o budowie nowego kościoła pod wezwaniem św. Marcina. Kościół ten nie był jednak w stanie sprostać rosnącemu zapotrzebowaniu szybko wzrastającej ludności przedmieść Rygi, w związku z czym parafia w 400 rocznicę urodzin Marcina Lutra (1883) zdecydowała o budowie nowej świątyni, której jako pierwszej na Łotwie nadano imię Reformatora. Kamień węgielny położono 19 października 1888 w Święto Reformacji. 
Kościół zaprojektował profesor Politechniki Ryskiej Johann Koch (łot. Johans Kohs), a pracami kierował mistrz Fischer (Fišers). Nad wykończeniem wnętrz (w stylu neogotyku) czuwał V. Bokslafs. Neogotycki charakter ma również fasada kościoła z ostrą wieżą wychodzącą od jego zachodniej strony. Zbudowany z surowej cegły budynek powstał na planie krzyża łacińskiego. Mogło się w nim pomieścić 1250 wiernych (1000 miejsc siedzących). 24 lutego 1891 superintendent Holmaņš dokonał konsekracji zboru. W 1893 w kościele zamontowano organy wykonane przez spółkę "E. F. Walcker & Co." z Ludwigsburga – ta sama firma wykonała rok później organy dla kościoła katedralnego. 
W czasie działań wojennych 1919 kościół znacząco ucierpiał. Podczas wycofywania się z Rygi w 1944 wojska niemieckie zaminowały budynek, jednak ostatecznie do wybuchu nie doszło. Po II wojnie światowej kościół niszczał (m.in. spalił się ołtarz), jednak parafianie wciąż zbierali się w nim na nabożeństwa. W latach 90. nastąpiło odrodzenie życia religijnego na Łotwie, wzrost liczebny parafii, a także remont samego budynku. W 1996 naprawiono mechanizm zegarowy, a rok później odnowiono witraże centralne. W 2000 zbudowano nowe przykrycie wieży, a dwa lata później odnowiono dach całego kościoła. 
Jedną z osobliwości świątyni jest ogromny żyrandol wykonany z żelaza. Na kościelnym ołtarzu widnieje motto "Bóg jest naszą twierdzą" (Dievs Kungs ir mūsu stiprā pils). 